# Dulces cazadores
Dulces cazadores (título original: Ternos Caçadores) es una película del género drama de 1969, dirigida por Ruy Guerra, que a su vez la escribió junto a Philippe Dumarçay y Gérard Zingg, a cargo de la fotografía estuvo Ricardo Aronovich y el elenco está compuesto por Sterling Hayden, Maureen McNally y Susan Strasberg, entre otros. Este largometraje fue producido por General Productions.

## Sinopsis
Este largometraje trata acerca de una familia que habita en una isla lejana, ellos se enteran de que un prisionero se escapó y puede andar por la zona.